# توماس هیل ویلیامز
توماس هیل ویلیامز (به انگلیسی: Thomas Hill Williams) سناتور سابق عضو حزب دموکرات-جمهوری‌خواه بود. وی در سال ۱۸۱۷ تا ۱۸۲۹ میلادی سناتور ایالت میسیسیپی در سنای ایالات متحده آمریکا بود.